# Giovanni Luca Lucci
Giovanni Luca Lucci (Fabriano, 1637 – 1740) è stato un pittore italiano  del Barocco, principalmente attivo a Fabriano.

## Biografia
Si formò a Roma presso Andrea Carlone per 14 anni. Nel 1696 affrescò le tombe del Beato Giovanni del Bastone nella chiesa di San Benedetto a Fabriano.
Suo figlio fu il pittore Giovanni Ulisse Lucci.